# Death Wish V – Antlitz des Todes
Death Wish V – Antlitz des Todes (Originaltitel: Death Wish V: The Face of Death) ist ein US-amerikanischer Actionthriller des Regisseurs Allan A. Goldstein aus dem Jahr 1994. Es ist der letzte Teil der erfolgreichen Death-Wish-Reihe mit Charles Bronson in der Hauptrolle und die vierte Fortsetzung zu Ein Mann sieht rot (1974).

## Handlung
Paul Kersey hat seiner Vergangenheit als Rächer abgeschworen und befindet sich unter der Identität Paul Stewart in einem Zeugenschutzprogramm, daneben arbeitet er als renommierter Professor für Architektur an einer Universität. Gemeinsam mit seiner jüngeren Lebensgefährtin, Modedesignerin und Ex-Model Olivia Regent, und deren jugendlicher Tochter Chelsea führt er ein glückliches Leben. Er plant sogar, seine Freundin zu heiraten. Als sich jedoch Olivias tyrannischer Ex-Mann Tommy O’Shea, ein skrupelloser Gangsterboss, immer mehr in ihr Geschäft drängt und es für kriminelle Machenschaften nutzt sowie das Sorgerecht für die gemeinsame Tochter einfordert, versucht Kersey, sie zu einer Aussage gegen ihren Ex-Mann zu bewegen, um rechtlich gegen ihn vorgehen zu können. Durch einen Verräter in den Polizeireihen, Hector Vasquez, erfährt O’Shea jedoch frühzeitig von Olivias Vorhaben und lässt sie durch einen Schläger einschüchtern, der sie brutal misshandelt und für immer entstellt.
Die Polizei ist machtlos, doch Kersey bleibt zunächst ruhig und setzt ganz auf den Rechtsstaat. Als sich jedoch Todesfälle von aussagewilligen Zeugen häufen und auch Olivia Opfer von drei Killern wird, eskaliert die Situation. Dem Staatsanwalt Hoyle und seinem vermeintlich loyalen Assistenten Hector Vasquez gelingt es einfach nicht, gegen das organisierte Verbrechen vorzugehen. Als auch noch Chelsea gegen ihren Willen in die Obhut ihres leiblichen Vaters O’Shea überstellt wird, überwältigen Kersey Rache- und Selbstjustizgefühle. Entgegen früheren Gewohnheiten tötet der gealterte Rächer die Mitglieder des Verbrechersyndikates nicht nur mit dem Revolver, sondern dezimiert sie auch mit anderen brutalen Methoden. Nachdem Vasquez als Denunziant enttarnt und in Notwehr liquidiert wurde, beginnt Staatsanwalt Hoyle, das Verhalten des erbarmungslosen Kerseys zu tolerieren.
Derweil ergreift der alarmierte O’Shea strenge Sicherheitsmaßnahmen und lässt sich von einer kleinen Privatarmee von Bodyguards und Schlägern beschützen. Des Weiteren wird der Gangsterboss aktiver und lockt den jagenden Kersey mit Hilfe seiner nichtsahnenden Tochter Chelsea in eine Textilfabrik. Dort kommt es zu einer bewaffneten Konfrontation. Kersey schaltet alle Gegner aus, darunter auch O’Shea, den er in Gegenwart von Lt. Mickey King in ein Säurebad stößt und ihn so qualvoll tötet. Am Ende des Films geht Kersey, der sich sicher sein kann, dass seine Tat ungeahndet bleibt, zur wartenden Chelsea.

## Kritiken
„Ein nach bekanntem Schema konstruiertes, unerträgliches Plädoyer für Selbstjustiz, das jedoch die suggestive Kraft des Erstlingsfilms nicht erreicht. Protagonist und Story erscheinen unglaubwürdig und lediglich auf die Inszenierung diverser Tötungsarten bedacht.“

„‚Death Wish 5‘ ist über weite Strecken schlichtweg dumm und langweilig, durchweg aber abstoßend sadistisch – ein unwürdiger Abschluss einer höchst streitbaren Reihe. Einen Extra-Stern gibt’s nur für die grotesken Bösewichter, die hier tatsächlich Spaß machen.“

## Hintergrund
- In Deutschland war Death Wish V bis zum Juli 2017 indiziert. Im August 2017 wurde der Film ab 16 freigegeben.[4]
- Der Film wurde nicht mehr, wie die drei Vorgänger, von Cannon Films produziert, sondern von 21st Century Film, an deren Spitze Menahem Golan stand.[5]
- Charles Bronson übernahm hier seine letzte Hauptrolle in einem Kinofilm. Er soll eine Gage von 5 Millionen Dollar erhalten haben. Der Film spielte an den US-Kinokassen 1,7 Millionen Dollar ein.[6]
- Drehort war Toronto, der Film spielt in New York City. Als eigentlicher Regisseur war Steve Carver vorgesehen, der im Zuge von Budget-Kürzungen ersetzt wurde.[7]
- Pläne für einen sechsten Teil wurden von Menahem Golan angekündigt, zerschlugen sich jedoch im Zuge der Pleite seiner Produktionsfirma.[8]